# Lovinac
Lovinac (Italiaans: Lovinaz) is een gemeente in de Kroatische provincie Lika-Senj.
Lovinac telt 1096 inwoners. De oppervlakte bedraagt 341,92 km², de bevolkingsdichtheid is 3,2 inwoners per km².
Steden (gradovi): Gospić · Novalja · Otočac · Senj

Gemeenten (općine): Brinje · Donji Lapac · Karlobag · Lovinac · Perušić · Plitvička Jezera · Udbina · Vrhovine